# Joey Wiemer
Joey Wiemer (Sylvania, Ohio, 11 de febrero de 1999) es un jugador profesional estadounidense de béisbol que se desempeña en la posición de jardinero izquierdo en Milwaukee Brewers, equipo de las Grandes Ligas de Béisbol (MLB).

## Carrera
Fue seleccionado en la cuarta ronda en el Draft de la MLB de 2020. En 2023 hizo su debut profesional con el equipo Milwaukee Brewers, donde lleva jugando dos temporadas.